# Rambla de Santa Cruz
La Rambla de Santa Cruz, más conocida como La Rambla, es la artería central de la ciudad de Santa Cruz de Tenerife (Canarias, España), comenzando en la Plaza de la Paz y terminando en la Avenida de Anaga.
Consta de un paseo peatonal central y de dos carriles para el tráfico a cada lado del paseo, uno para cada sentido de la circulación. La vegetación de la Rambla está formada en su mayoría por laureles de Indias, flamboyanes, jacarandás y palmeras, así como plantas de temporada. La vía tiene una suave inclinación inicial, pero a partir del Parque García Sanabria acrecienta su pendiente en su tramo final. Está incluida dentro de las llamadas "zonas verdes" de la ciudad, siendo además la avenida más grande de Canarias.

## Historia

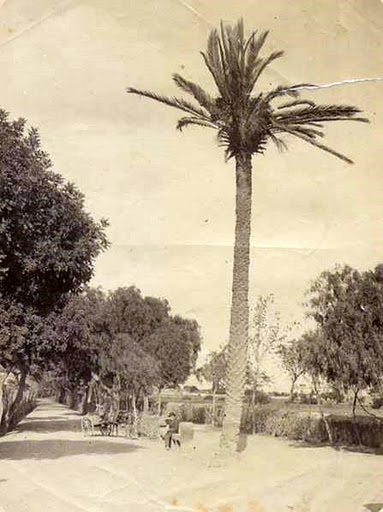
La Rambla en 1888, fecha en la que era conocida como Rambla 11 de febrero.

En 1661 se abrió un camino, conocido como el Camino de Los Coches, que iba desde la calle de Santa Rita (hoy Viera y Clavijo) hasta la calle de Los Campos (hoy Doctor José Naveiras). En 1853 el camino fue prolongado hacia el norte y entre 1863 y 1873 lo haría hacia el sur alcanzado hasta el cruce de Cuatro Caminos que hoy conocemos como la plaza de la Paz.
Ha cambiado su nombre en varias ocasiones en función de los acontecimientos. Primero fue Paseo de Ortega para posteriormente llamarse Rambla 11 de febrero (fecha de proclamación de la I Républica), nominación que se mantuvo hasta el 5 de octubre de 1936 en que se rebautizó como Rambla del General Franco. Este nombre se mantuvo hasta 2008 pasando a denominarse Rambla de Santa Cruz.

## Recorrido

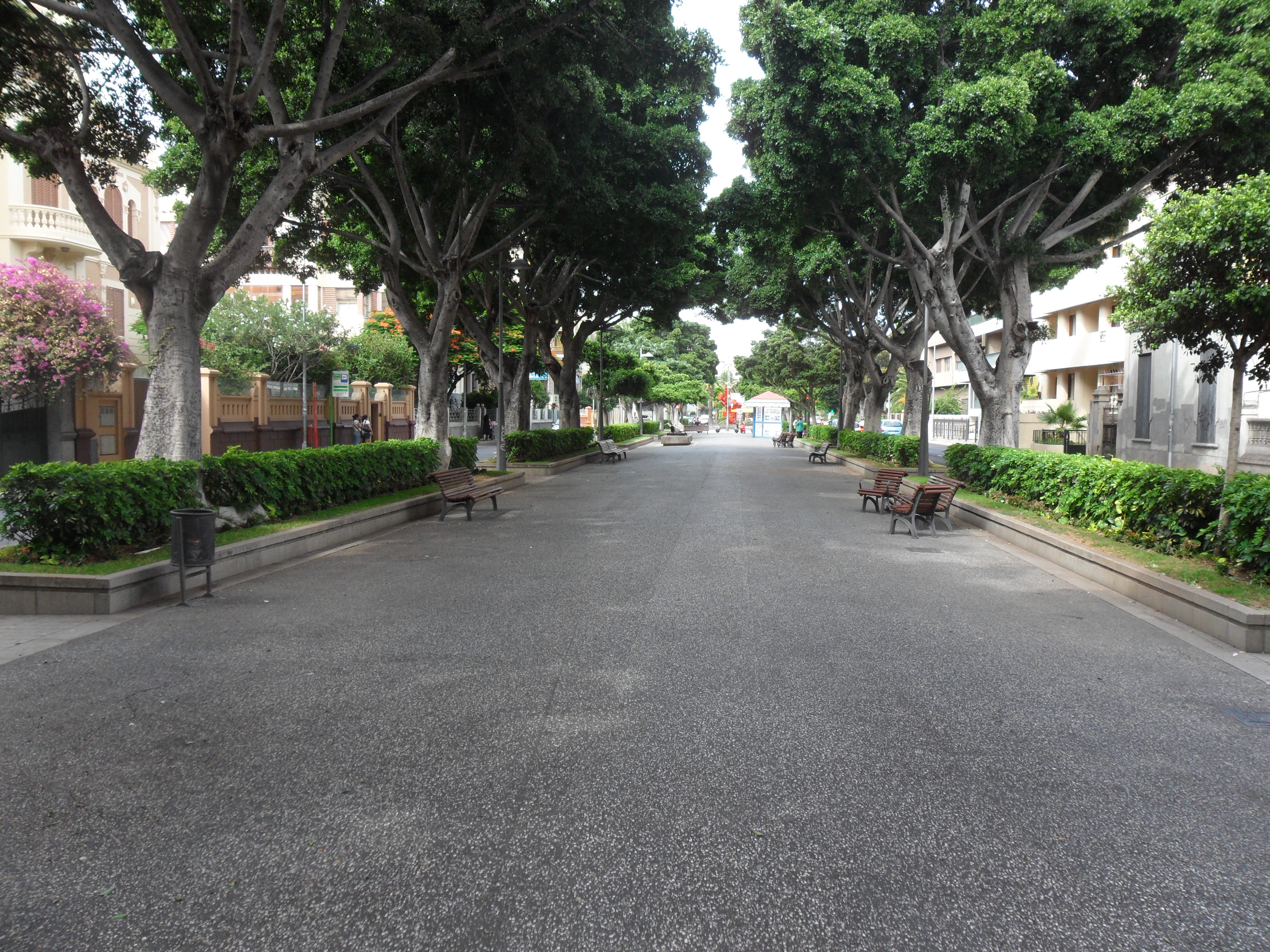
Rambla de Santa Cuz cerca del Parque García Sanabria.

En su camino descendente de sur a norte, aunque creciente en numeración, partiendo por la acera izquierda desde su esquina con la avenida Islas Canarias, deja a este lado izquierdo las calles Fernando Primo de Rivera, Calvo Sotelo, calle de los Sueños y calle del Perdón hasta alcanzar la Plaza de toros. Por el lado derecho, arranca de la esquina con Rambla de Pulido, dejando en su recorrido, las calles Juan Pablo II y Pérez de Rozas.
Superada la Plaza de Toros, continúa dejando a la izquierda las calles Horacio Nelson, General Ramos Serrano, y por la derecha las calles Costa y Grijalba, Robayna, Viera y Clavijo y Jesús y María que confluye con la calle Viera y Clavijo.
Luego prosigue su descenso suave, atravesando la calle Numancia y la Avenida 25 de Julio, alcanzado el Parque García Sanabria, que deja a su derecha, para continuar atravesando la calle Doctor José Naveiras. Antes de la calle Doctor José Naveiras ha dejado a su derecha el Hotel Mencey, y a su izquierda las calles Teniente Martín Bencomo, Enrique Wolfson y la calle del Amor.
Rebasada esta calle se incrementa la inclinación, cayendo la Rambla casi en rampa, quedando a su izquierda la calle Pintor José Aguiar, la plaza del Arquitecto Alberto Sartoris y las calles Pedro Pérez Díaz y Esperanto, para finalizar en el edificio de la Comandancia de Marina.
Mientras que por la derecha, va dejando las calles Doctor Guigou y San Martín, confluyendo con las calles de la Tolerancia y San Fernando, para llegar hasta la calle San Isidro y el Cuartel de Almeida, desembocando junto al Monumento a la Victoria.

## Esculturas
A lo largo de la Rambla se encuentran varias esculturas:
- El Guerrero de Goslar, de Henry Moore.
- Ejecutores y ejecutados, de Xavier Corberó.
- Nivel, de Joaquín Rubio Camín.
- Sin título, de Feliciano Hernández.
- Lorea, de Ricardo Ugarte.
- Islas, de Jaume Plensa.

## Galería

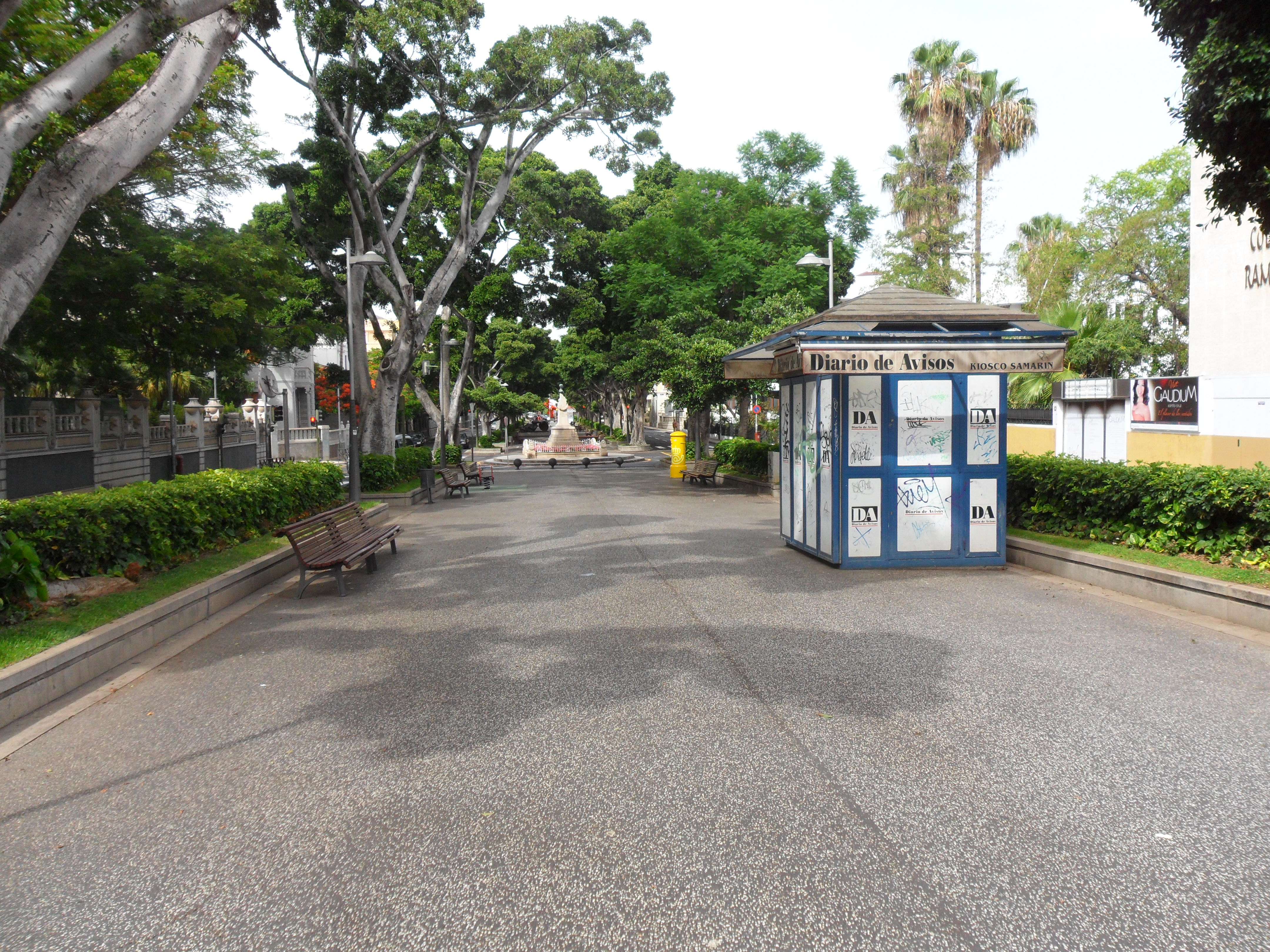
Un rincón de la Rambla entre la plaza de toros y el Parque García Sanabria.
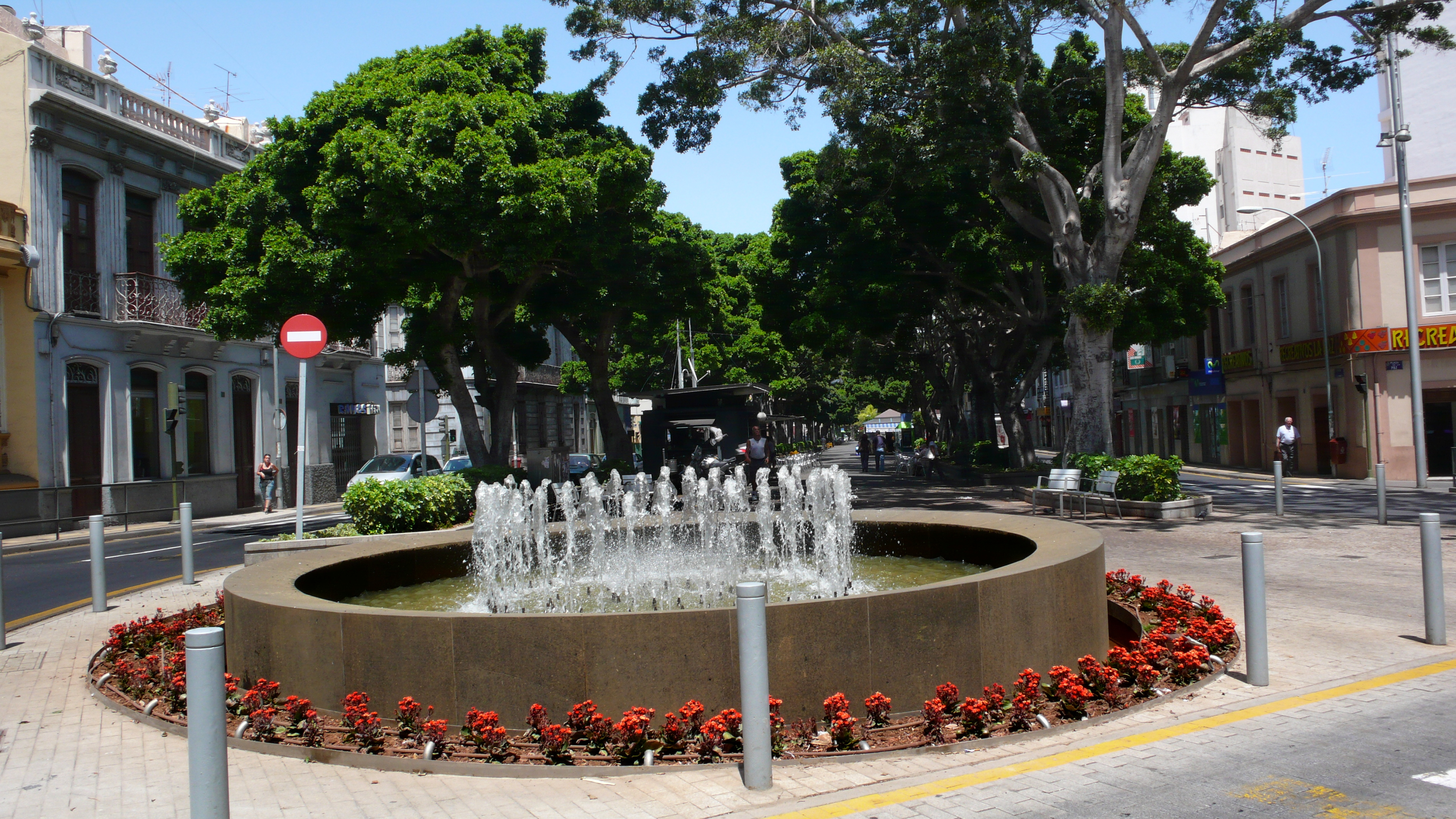
Plaza de la Paz. Comienzo de la Rambla.
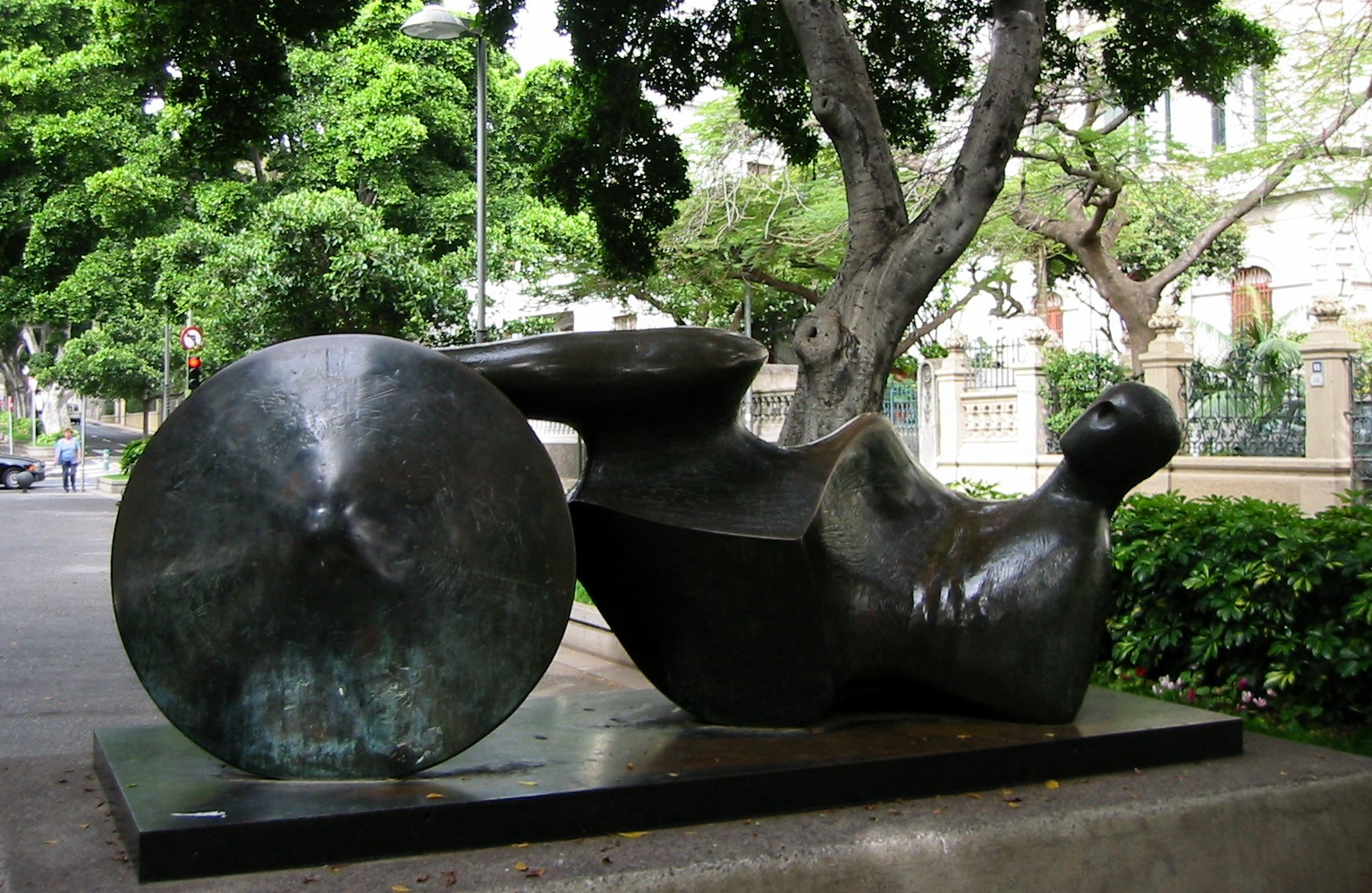
El Guerrero de Goslar.
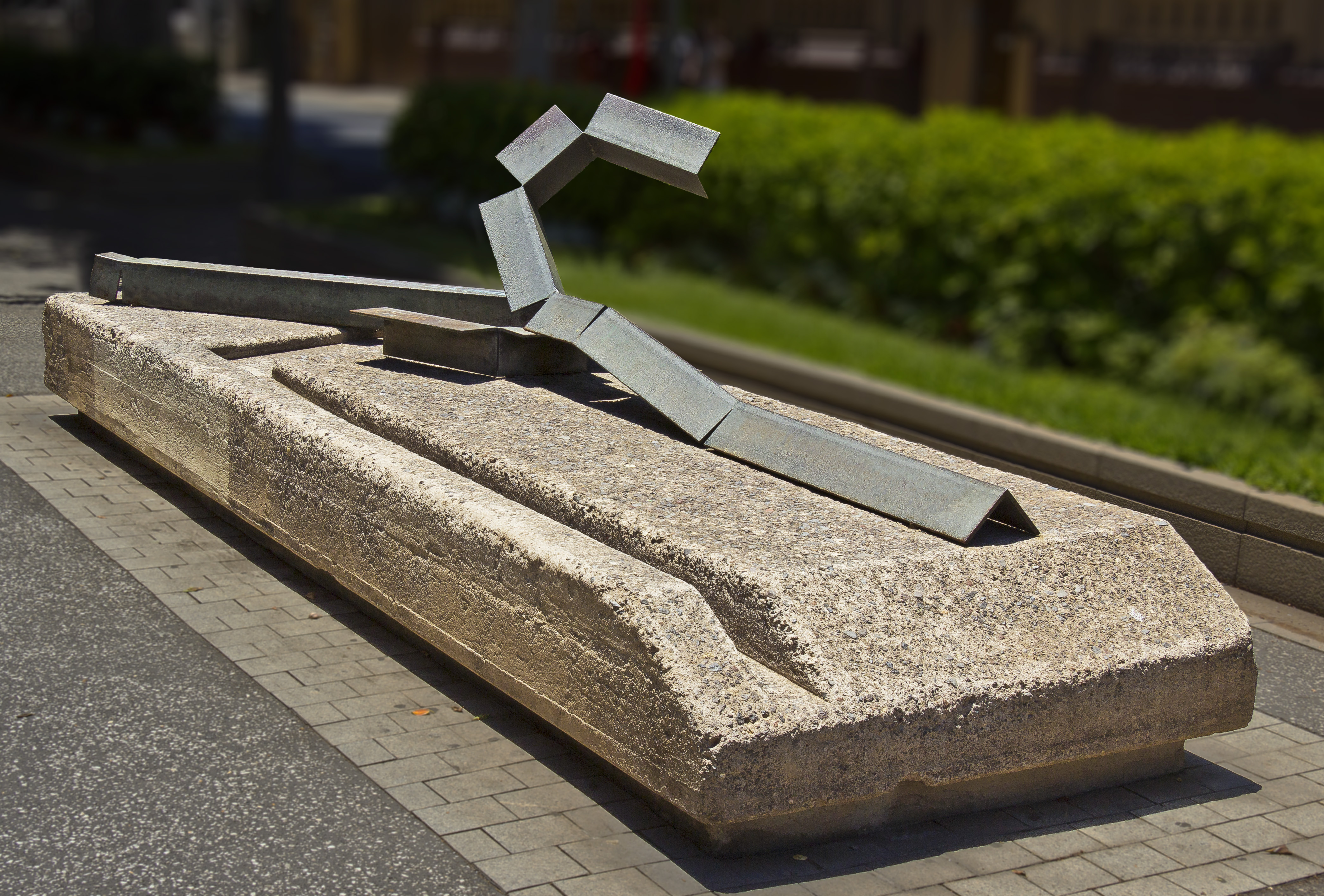
Nivel, escultura de Joaquín Rubio Camín.
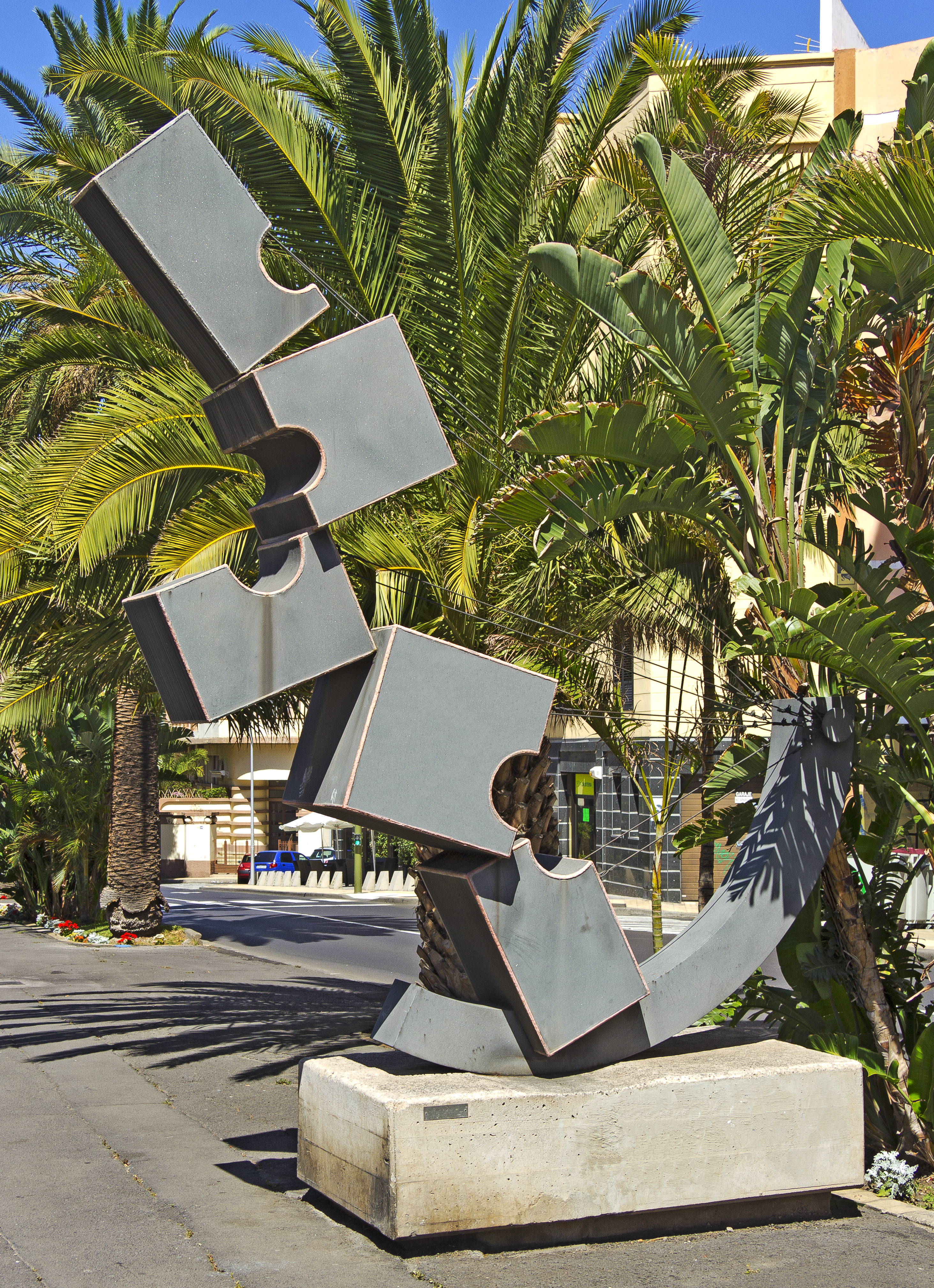
Obra sin título de Feliciano Hernández.
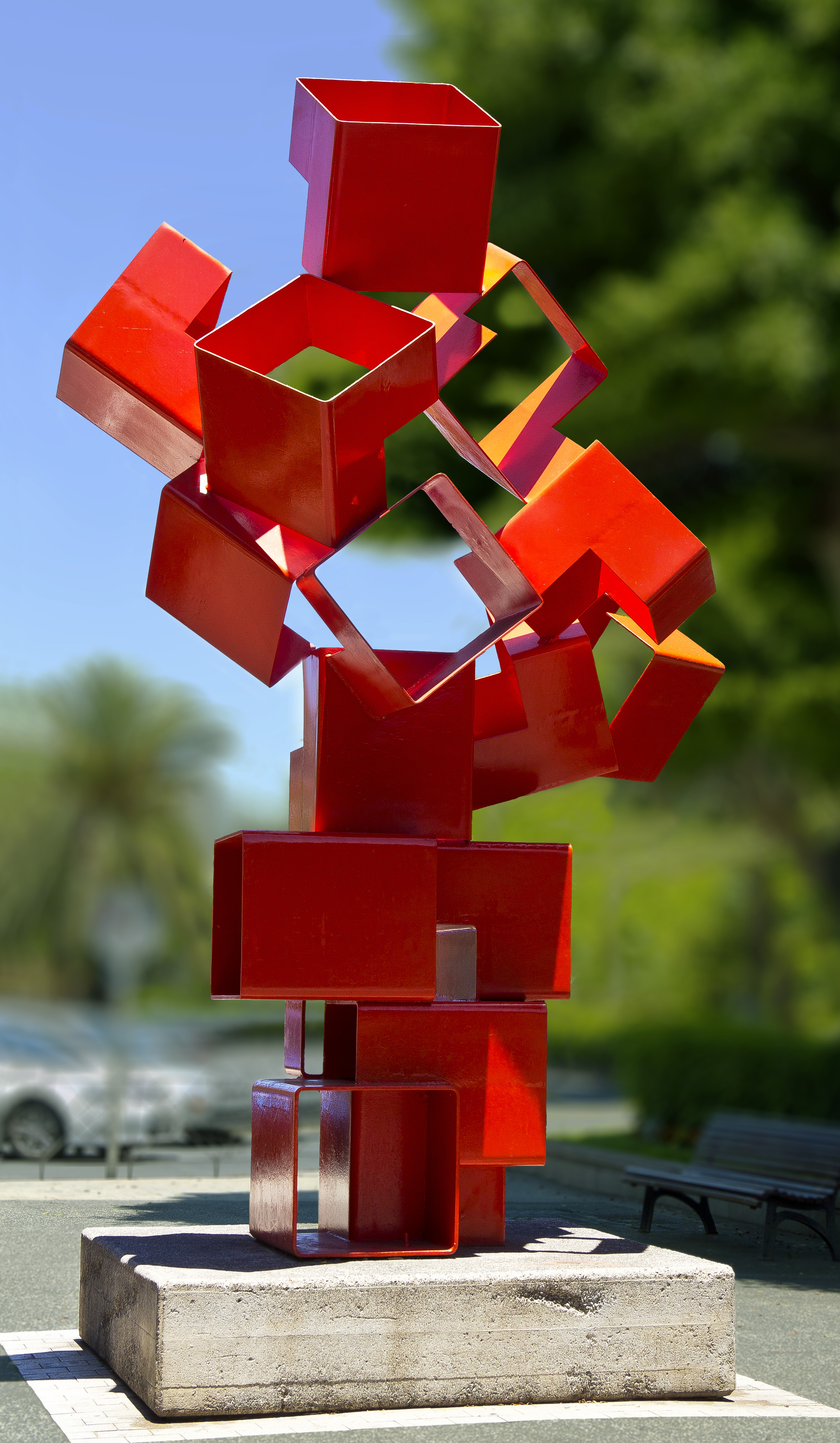
Lorea, de Ricardo Ugarte.